# Adam Wilhelm Moltke
Adam Wilhelm Landgrav Moltke  (Einsidlesborg op Funen, 25 augustus 1785 - Kopenhagen, 15 februari 1864) was een Deens aristocraat en politicus. Hij was van 1848 tot 1852 de eerste premier van de grondwettelijke Deense monarchie.
Graaf Adam Wilhelm Moltke was een kleinzoon van de invloedrijke staatsman en Kanselier Graaf Adam Gottlob Moltke die met Frederik V van Denemarken bevriend was geweest. De Moltkes zijn een adelsgeslacht dat in Mecklenburg in Noord-Duitsland en Denemarken bezittingen verwierf.
Tot 1848 regeerde de Deense Koning Frederik VII als een absoluut vorst. Op 22 maart 1848 werd een nieuw nationaal kabinet gevormd waarvan Graaf Moltke premier werd en op 5 juni 1849 werd een grondwet waarin de ministers verantwoordelijk werden en het staatshoofd een meer ceremoniële rol kreeg afgekondigd. Moltke was ook voor de val van het absolutisme Minister van Financiën geweest, maar kon aanblijven omdat hij als humaan en gematigd bekendstond. Zijn sociale positie maakte hem voor de conservatieven aanvaardbaar.
Na de zomer van 1848 werden de opeenvolgende Deense kabinetten steeds conservatiever. Op 16 november 1848 werd het "Novemberkabinet" ingesteld, dat al op 13 juli 1851 door het "Julikabinet" werd vervangen. Op 18 oktober 1851 trad het "Oktoberkabinet" aan. Deze kabinetten stonden onder leiding van Graaf Moltke. Zoals in de 19e eeuw gebruikelijk was, leidde de voorzitter van de Ministerraad ook departementen. Moltke was achtereenvolgens Minister van Marine, Minister van Buitenlandse Zaken en Minister van Financiën.
Op 27 januari 1852 werd Graaf Moltke opgevolgd door Christian Albrecht Bluhme. Graaf Moltke was sinds 1826 Grootkruis in de Orde van de Dannebrog en sinds 1836 Ridder in de Orde van de Olifant.